# Namibische Fußballnationalmannschaft der Frauen
Die namibische Fußballnationalmannschaft der Frauen ist die Frauenfußball-Nationalmannschaft des südwestafrikanischen Landes Namibia.
Die namibische Fußballnationalmannschaft der Frauen ist erst 2003 offiziell gegründet worden, obwohl bereits 1992 der Beitritt der Namibia Football Association zur FIFA stattfand. Die Frauenfußball-Nationalmannschaft konnte sich bisher nicht für eine Fußball-Weltmeisterschaft oder Fußball-Afrikameisterschaft qualifizieren. Als Gastgeber war die Nationalmannschaft für die Fußball-Afrikameisterschaft der Frauen 2014 automatisch startberechtigt, konnte aber die Vorrunde nicht überstehen.
Größter Erfolg war ein 3:2-Sieg der Mannschaft im Oktober 2008 gegen Banyana Banyana, die südafrikanische Frauenfußball-Nationalmannschaft, sowie das Erreichen der zweiten Qualifikationsrunde zur Fußball-Afrikameisterschaft der Frauen 2008.
Die Mannschaft ist unter dem Namen „Brave Gladiators“ (deutsch Tapfere Gladiatorinnen) bekannt. Sie wurde von August 2017 bis Juli 2019 von Brian Isaacs trainiert, der das Amt von Jacqueline Shipanga übernahm. Diese war zuvor zehn Jahre Nationaltrainerin. Ab Juli 2019 war ein Jahr lang interimistisch Uerikondjera Kasaona Nationaltrainerin. Auf sie folgte Woody Jacobs, der am 21. Juli 2022 durch den ehemaligen Nationalspieler Paulus Shipanga ersetzt wurde. Seit 2024 ist Jacobs erneut der Trainer der Frauenfußballnationalmannschaft.
Im Juli 2024 bestritt die Mannschaft erstmals Spiele gegen eine nicht-afrikanische Nationalmannschaft. Gegen die liechtensteinische Fussballnationalmannschaft der Frauen gab es ein torloses Unentschieden und einen 2-zu-0-Erfolg.
Die höchste Platzierung in der FIFA-Weltrangliste war der 89. Platz im Dezember 2009.

## Internationale Erfolge
Siehe auch: Liste der Länderspiele der namibischen Fußballnationalmannschaft der Frauen

### Fußball-Weltmeisterschaft der Frauen
| 2007 V.R. China             | nicht qualifiziert |
| 2011 Deutschland            | zurückgezogen      |
| 2015 Kanada                 | nicht qualifiziert |
| 2019 Frankreich             | nicht qualifiziert |
| 2023 Australien/ Neuseeland | nicht qualifiziert |

### Afrika-Cup der Frauen
| 2004 Südafrika        | nicht teilgenommen |
| 2006 Nigeria          | nicht qualifiziert |
| 2008 Äquatorialguinea | nicht qualifiziert |
| 2010 Südafrika        | zurückgezogen      |
| 2012 Äquatorialguinea | nicht qualifiziert |
| 2014 Namibia          | Vorrunde           |
| 2016 Kamerun          | nicht qualifiziert |
| 2018 Ghana            | nicht qualifiziert |
| 2020                  | nicht ausgetragen  |
| 2022 Marokko          | nicht qualifiziert |
| 2024 Marokko          | nicht qualifiziert |

### COSAFA Women’s Championship
| 2002 Simbabwe  | nicht teilgenommen (1. Spiel erst 2003) |
| 2006 Sambia    | 2. Platz                                |
| 2008 Angola    | 2. Platz                                |
| 2011 Simbabwe  | nicht teilgenommen                      |
| 2017 Simbabwe  | Vorrunde                                |
| 2018 Südafrika | Vorrunde                                |
| 2019 Südafrika | Vorrunde                                |
| 2020 Südafrika | nicht teilgenommen                      |
| 2021 Südafrika | Vorrunde                                |
| 2022 Südafrika | 4. Platz                                |
| 2023 Südafrika | Vorrunde                                |

## Kader
Der angegebene Kader basiert auf der Nominierung für die COSAFA Women’s Championship 2023.
| Tor                | Abwehr                  | Mittelfeld            | Sturm           |
| ------------------ | ----------------------- | --------------------- | --------------- |
| Queandra Kasume    | Weweziwa Kotjepati      | Twelikondjela Amukoto | Anna Shikusho   |
| Melissa Matheus    | Lydiana Nanamus         | Millicent Hikuam      | Fiola Vliete    |
| Agnes Kauzuu       | Ndapewa Katuta          | Lorraine Josob        | Zenatha Coleman |
|                    | Eddelsisingh Emma Naris | Meltret Ujamba        |                 |
|                    | Lovisa Mulunga          | Yvone Kooper          |                 |
| Vijakura Tjingaete | Memory Ngonda           |                       |                 |
| Julia Rutjindo     | Juliana Blou            |                       |                 |
|                    | Hilma Kanyama           |                       |                 |
|                    | Elina Uulumbu           |                       |                 |

## Bekannte Spielerinnen
- Zenatha Coleman, zweimal nominiert für Afrikas Fußballerin des Jahres
- Veweziwa Kotjipati, u. a. in Deutschland für Borussia Mönchengladbach